# Carlos Chagas (jornalista)
Carlos Chagas ComC • ComM • OMM (Três Pontas, 20 de maio de 1937 — Brasília, 26 de abril de 2017) foi um professor, advogado, escritor e jornalista brasileiro.
Carlos era pai de Helena Chagas, ministra-chefe da Secretaria de Comunicação Social do governo de Dilma Rousseff.

## Biografia

### Formação acadêmica e início da carreira
Formado em Direito pela Pontifícia Universidade Católica do Rio de Janeiro, Carlos foi professor da Universidade de Brasília (UnB) durante 25 anos.

#### Como jornalista
Iniciou no jornalismo como repórter de O Globo, em 1958. Depois passou pelo O Estado de S. Paulo, onde permaneceu durante 18 anos.[carece de fontes?]
Em 1958, Chagas foi admitido pelo marechal e presidente Francisco Craveiro Lopes de Portugal à Ordem de Cristo no grau de Comendador. Em 1987, foi admitido por Mário Soares à Ordem do Mérito, também como Comendador. Em 1996, foi admitido por Fernando Henrique Cardoso à Ordem do Mérito Militar no grau de Oficial especial.

#### Como apresentador, colunista e comentarista
Apresentou o programa Jogo do Poder, exibido pela CNT e que antes ia ao ar pelas redes Manchete e RedeTV!. Apresentou o programa Falando Francamente.
Além de apresentador, foi um colunista de doze jornais onde comentou e criticou a forma com que a imprensa brasileira atua. Foi comentarista de política do Jornal do SBT em Brasília e na Jovem Pan.[carece de fontes?]
Seu último trabalho foi como comentarista do CNT Jornal em Brasília. Em 29 de dezembro, Carlos participa pela última vez do Jogo do Poder, já que ele anunciou tanto sua saída da emissora como a aposentadoria da televisão. No programa derradeiro estava entre os convidados, a sua filha Helena Chagas.

#### Literatura
Como escritor publicou, entre outros livros O Brasil sem Retoque: 1808 - 1964, Carlos Castelo Branco: o Jornalista do Brasil e Resistir é Preciso. 

#### Na vida pública
Foi assessor de imprensa da Presidência da República em 1969 no governo Costa e Silva.

## Morte
Carlos Chagas morreu em 26 de abril de 2017, em Brasília, em decorrência de um aneurisma na aorta e de uma parada cardíaca.

## Caso Sociedade dos Amigos de Plutão
Em 2 de setembro de 2006, Carlos publicou no site da revista Brasília em Dia uma notícia sobre a criação de uma ONG chamada Sociedade dos Amigos de Plutão. Na notícia, Carlos divulgou detalhes sobre a suposta ONG apontando número de diretores, valores destinados à organização e uma ligação íntima entre o presidente da ONG (supostamente um ex-líder sindical, filiado à CUT e ao PT) e o então presidente Lula.

### Consequências
A notícia em questão gerou grande repercussão dentro e fora da internet, atingindo seu ápice quando o então senador piauiense Heráclito Fortes do então PFL (atual Democratas) propôs uma CPI para apurar a suposta criação da ONG.

### Desfecho
Carlos publicou uma retratação no dia 2 de outubro em sua coluna na Tribuna da Imprensa. Nela, afirmou que tudo aquilo não passava de uma metáfora que, entretanto, não estava devidamente caracterizada.